# Folke Lind
Folke Bertil Lind (ur. 4 kwietnia 1913 w Göteborgu, zm. 6 lutego 2001 tamże) – szwedzki piłkarz, grający na pozycji pomocnika.

## Kariera klubowa
Przez całą karierę piłkarską Folke Lind występował w GAIS. Z GAIS zdobył Puchar Szwecji w 1942. Ogółem w barwach GAIS rozegrał 305 spotkań, w których zdobył 8 bramek.
| Sezon   | Klub | Kraj    | Rozgrywki   | Mecze | Bramki |
| ------- | ---- | ------- | ----------- | ----- | ------ |
| 1932/33 | GAIS | Szwecja | Allsvenskan | 10    | 0      |
| 1933/34 | GAIS | Szwecja | Allsvenskan | 20    | 1      |
| 1934/35 | GAIS | Szwecja | Allsvenskan | 22    | 4      |
| 1935/36 | GAIS | Szwecja | Allsvenskan | 22    | 0      |
| 1936/37 | GAIS | Szwecja | Allsvenskan | 22    | 0      |
| 1937/38 | GAIS | Szwecja | Allsvenskan | 22    | 2      |
| 1938/39 | GAIS | Szwecja | Allsvenskan | 18    | 0      |
| 1939/40 | GAIS | Szwecja | Allsvenskan | 12    | 0      |
| 1940/41 | GAIS | Szwecja | Allsvenskan | 10    | 0      |
| 1941/42 | GAIS | Szwecja | Allsvenskan | 20    | 0      |
| 1942/43 | GAIS | Szwecja | Allsvenskan | 22    | 1      |
| 1943/44 | GAIS | Szwecja | Allsvenskan | 21    | 0      |
| 1944/45 | GAIS | Szwecja | Allsvenskan | 19    | 0      |
| 1945/46 | GAIS | Szwecja | Allsvenskan | 22    | 0      |
| 1946/47 | GAIS | Szwecja | Allsvenskan | 22    | 0      |
| 1947/48 | GAIS | Szwecja | Allsvenskan | 21    | 0      |

## Kariera reprezentacyjna
W 1938 József Nagy, ówczesny selekcjoner reprezentacji Szwecji, powołał Linda na mistrzostwa świata. Na turnieju we Francji był rezerwowym i nie zagrał w żadnym meczu. Jedyny raz w reprezentacji Szwecji Lind wystąpił 10 czerwca 1938 w zremisowanym 3-3 towarzyskim meczu z Łotwą.